# Dušan Všelicha
Dušan Všelicha (* 29. října 1958) je český dramaturg, žurnalista, moderátor a majitel PR agentury. Od 1. srpna 1981 do 1. ledna 1996 byl zaměstnanec ČsRo a ČRo, nejprve v ekonomické redakci, poté v oddělení rozhlasových her. V devadesátých letech byl dramaturgem tvůrčí skupiny Rádio Mama, kde spolupracoval například s Jiřím Macháčkem, Ester Kočičkovou, Lumírem Tučkem, Jaroslavem Duškem a dalšími.
Po odchodu z Českého rozhlasu se stal dramaturgem a manažerem soukromého Rádia Limonádový Joe. V roce 2016 se neúspěšně ucházel o post šéfredaktora ČRo Vltava. V současnosti (2019) působí jako jednatel PR agentury.